# 卢瓦
卢瓦（法語：L'Oie，法語發音：[lwa]）是法国卢瓦尔河地区大区旺代省的一个市镇，位于该省中部偏东北，属于永河畔拉罗什区。卢瓦曾于2016年1月1日与市镇布洛涅、莱塞萨尔和圣弗洛朗斯合并为新市镇埃萨尔昂博卡日。2024年1月1日，卢瓦和圣弗洛朗斯脱离埃萨尔昂博卡日，重新成为独立市镇。

## 地理
卢瓦（46°47'53"N, 1°7'46"W）面积14.06 平方千米，位于法国卢瓦尔河地区大区旺代省，该省份为法国西部沿海省份，北起大西洋卢瓦尔省和曼恩-卢瓦尔省，西临大西洋，南至滨海夏朗德省，东部及东南部与德塞夫勒省接壤。
与卢瓦接壤的市镇（或旧市镇、城区）包括：圣菲尔让、穆尚、圣塞西尔、圣弗洛朗斯、旺德雷讷。
卢瓦的时区为UTC+01:00、UTC+02:00（夏令时）。

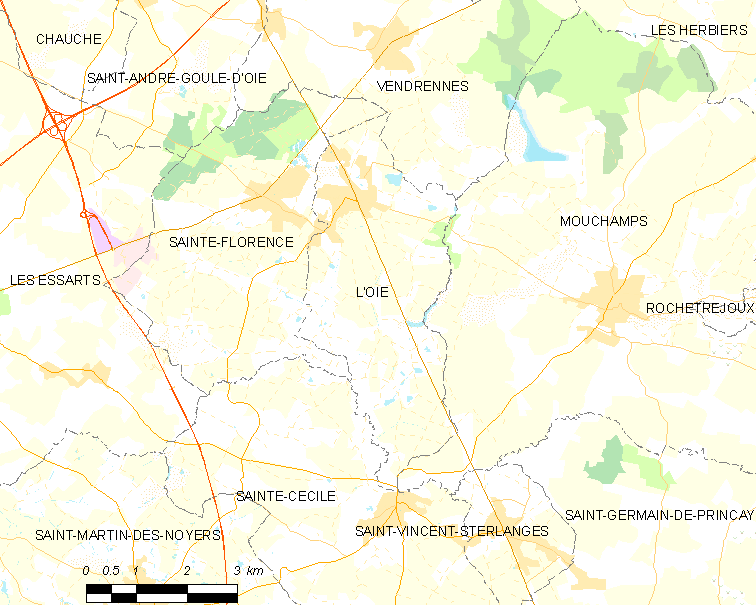
卢瓦的OSM定位图

## 行政
卢瓦的邮政编码为85140，INSEE市镇编码为85165。

## 政治
卢瓦所属的省级选区为尚托奈县。

## 人口

1962-2008年间卢瓦人口变化图示

卢瓦于2022年1月1日时的人口数量为1264人。